# نبرد کرکمیش
نبرد کرکمیش، نبردی‌ست مربوط به ۶۰۵ سال پیش از میلاد مسیح که ارتش‌های مصر و بازماندگان ارتش آشور علیه ارتش مشترک بابل و ماد و متحدانشان شامل پارسیان و سکاها ترتیب دادند.

## پیش زمینه
پس از آنکه نینوا (پایتخت آشوری‌ها) توسط مادها، سکاها و بابلی‌ها در ۶۱۲ سال پیش از میلاد مسیح تصرف شد، آشوری‌ها پایتخت خود را به حران منتقل کردند. در سال ۶۰۹ پیش از میلاد، حران نیز به تصرف متحدان مخالف آشوری‌ها درآمد. با پایان یافتن امپراتوری آشور، بازماندگان ارتش آشور به کارکمیش (جرابلس امروزی) شهری تحت سلطه مصر، در بالای رودخانه فرات پناهنده شدند. مصر (دست نشانده سابق آشور) با پادشاه آشوری آشور-اوبالیت دوم متحد شد، و به دلیل اتحاد بین مصریان و آشوریان در سال ۶۰۹ پیش از میلاد، لشکری متشکل از نیروهای مصری و آشوریان فراری فراهم شد تا علیه بابلی‌ها و متحدانشان اعلام جنگ شود.
پیشروی ارتش فرعون مصر نخو دوم در مگیدو توسط نیروهای یوشیا پادشاه یهودا به تأخیر افتاد. یوشیا در نبرد مگیدو (۶۰۹ پیش از میلاد) کشته شد و ارتش او شکست خورد.
بالاخره مصریان و آشوریان با هم از فرات عبور کرده و حران را محاصره کردند، که موفق به بازپس‌گیری آن نشدند. آنها سپس به شمال‌غربی آشور یعنی کارکمیش (در منطقه امروزی شمال شرقی سوریه) عقب‌نشینی کردند.

## واقعه جنگ
ارتش مصر، با تمام توان به ارتش بابلیان و مادها که به رهبری نبوکدنصر دوم به میدان نبرد آمده بودند، حمله کردند. این نبرد در ناحیه کارکمیش همان مکانی که آشوری‌ها از آن اخراج شدند، صورت پذیرفت. پس از آغاز درگیری سخت، در نهایت آشوری‌ها به عنوان یک قدرت مستقل، از ادامه نبرد دست کشیده و به این ترتیب مصریان، عقب‌نشینی کردند. مصر دیگر قدرت قابل ملاحظه‌ای در خاور نزدیک نبود. از سرنوشت آشور-اوبالیت دوم بعد از این جنگ اطلاعاتی وجود ندارد و از این تاریخ وی از تاریخ حذف شده و آشور استقلال و نقش خود را به عنوان یک واحد سیاسی مستقل برای همیشه از دست می‌دهد.

## مستندات
در لوح تاریخی منسوب به نبوکدنصر دوم که اکنون در موزه بریتانیا نگهداری می‌شود، آمده‌است که نبوکدنصر از رودخانه عبور کرد تا به ارتش مصر که در ناحیه کرکمیش ساکن بودند، حمله نماید. ارتش مصر پس از نبردی سهمگین، عقب‌نشینی کردند و لشکریان نبوکدنصر دوم پس از شکست اولیه مصریان در نبرد کرکمیش، در نهایت در منطقه حمات (سوریه امروزی)، با محاصره فراریان، تمام آنان را به قتل رساندند به‌طوری که کسی از فراریان به کشور خود بازنگشت. در این نبرد، تمام مناطق حمات توسط سپاهیان بابلی فتح شد. از این نبرد در کتاب مقدس ارمیا یاد شده‌است و وقایع آن در این منبع شرح داده شده‌است. برخی منابع در اتحاد بین مصریان و آشوری‌ها در این نبرد با دید تردید نگریستند و عقیده دارند نخو دوم فرعون مصر می‌خواست از خلاء ناشی از سقوط امپراتوری آشور استفاده کرده و جای پایی در سوریه و خاور نزدیک پیدا کند.

## پیامدها
نبوکدنصر دوم توانست در این نبرد، بر فرعون زمان مصر پیروز گردد و به همین ترتیب سوریه و فلسطین، به سیطره نبوکدنصر و امپراتوری بابل نو درآمد. در همین دوران بود که پدر نبوکدنصر، نبوپلسر درگذشت و نبوکدنصر از جنگ و تعقیب فراریان مصری بازایستاد و سریعاً به بابل بازگشت تا بر تخت بنشیند. پس از این نبرد، بابلیان به جهت نداشتن همتایی در خاور نزدیک، توانستند تا سال ۶۰۵ پیش از میلاد، به اوج اقتصادی خود برسند.